# Созинов, Алексей Алексеевич
Алексей Алексеевич Созинов (26 апреля 1930 — 4 августа 2018, Киев) — советский и украинский генетик-селекционер сельскохозяйственных растений. Доктор сельскохозяйственных наук (1970), профессор (1977). Академик ВАСХНИЛ (1978). Академик Национальной академии наук Украины. Академик Украинской академии аграрных наук. Депутат съезда народных депутатов СССР 1989—1991 годов. Директор Всесоюзного селекционно-генетического института ВАСХНИЛ в 1971—1978 гг. Директор Института общей генетики АН СССР в 1981—1987 гг. Директор Института агроэкологии и биотехнологии Украинской академии аграрных наук в 1992—2000 гг. Главный редактор журнала «Цитология и генетика» в 1988—2001 гг. Организатор и первый президент Украинской академии аграрных наук (1990—1996 гг.). Лауреат Государственной премии Российской Федерации (1996).

## Биография
Родился 26 апреля 1930 года в с. Ержово Рыбницкого района Молдавской ССР.
После окончания в 1954 году Одесского сельскохозяйственного института поступил в аспирантуру Всесоюзного селекционно-генетического института ВАСХНИЛ (ВСГИ) в Одессе. Кандидатская диссертация (1959) была посвящена пивоваренному ячменю юга Украины. С 1958 года являлся научным сотрудником отдела селекции пшеницы ВСГИ. Начиная с 1961 года заведовал лабораторией качества зерна ВСГИ. В 1970 году защитил докторскую диссертацию на тему «Качество зерна пшеницы юга Украины и пути его улучшения». С 1971 по 1978 год являлся директором ВСГИ и заведующим отделом качества зерна этого же института. Под его руководством ВСГИ был преобразован из форпоста лысенковщины в современный научный центр по генетике, селекции, биотехнологии, молекулярной биологии растений. В годы его директорства была значительно обновлена материально-техническая база ВСГИ (фитотрон, лабораторные корпуса, жилье, оборудование).
В 1978 году избран академиком ВАСХНИЛ (член-корреспондент с 1973 г.). С 1978 по 1982 год вице-президент ВАСХНИЛ.
В 1981 году назначен директором Института общей генетики АН СССР (ИОГен) в Москве. В ИОГене под его руководством также была проведена значительная модернизация, в ходе которой некоторые лаборатории были закрыты, часть лабораторий была реструктурирована, в составе института появились новые лаборатории, возглавленные приглашёнными извне учёными. В должности директора ИОГена А. А. Созинов оставался до 1987 года.
Административная деятельность Созинова неразлучна с научной работой. Благодаря ему, в Москве было основано новое направление его научной школы — биохимической и молекулярной генетики. Начались исследования по генетике популяций, цитогенетике, генетике растений, генетической инженерии, генетике человека. После Чернобыльской катастрофы Созинов начал исследования генетических последствий этой трагедии. В зоне была организована работа двух лабораторий.
С 1987 по 1990 год председатель президиума Южного отделения ВАСХНИЛ (ЮО ВАСХНИЛ) в Киеве, заведовал отделом прикладной генетики и биотехнологии ЮО ВАСХНИЛ и АН УССР.
Умер 4 августа 2018 года в Киеве.

## Награды
Награждён орденами Ленина (1973), Трудового Красного Знамени (1971), Октябрьской Революции (1977), «За заслуги» III степени (2000). Заслуженный деятель науки и техники УССР (1990). Лауреат Государственной премии по науке и технике Украины (1990).
В 1996 году за цикл работ «Наследственное биохимическое разнообразие, его роль в эволюции и индивидуальном развитии» А. А. Созинов вместе с Ю. А. Алтуховым, Л. А. Животовским, Ю. Г. Рычковым, Е. А. Салменковой, Л. И. Корочкиным, О. Л. Серовым и Н. П. Мертвецовым был удостоен Государственной премии Российской Федерации по науке и технике.